# Lara González Ortega

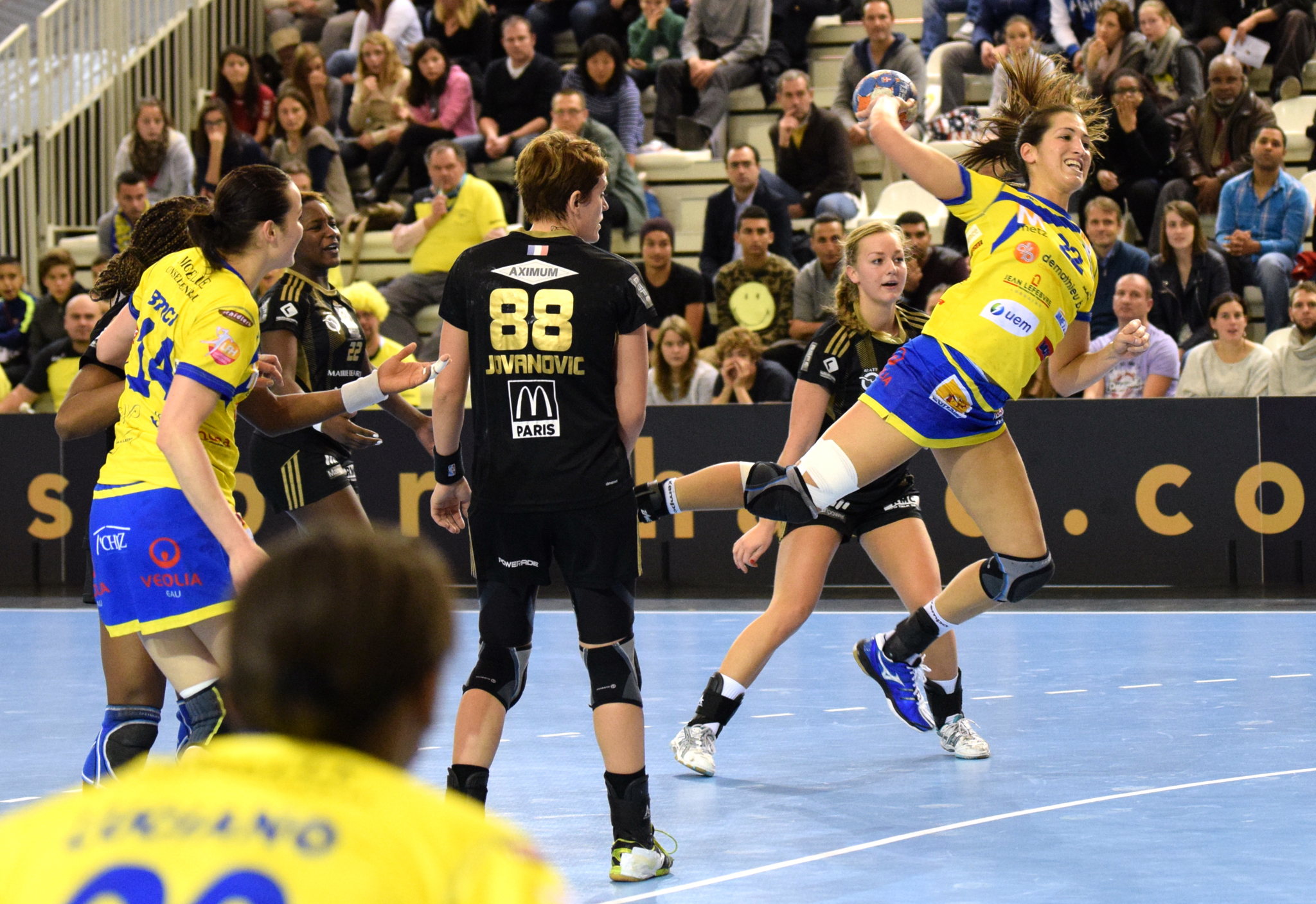
Lara González Ortega en action sous le maillot du Metz Handball, le 12 novembre 2014

Lara González Ortega, née le 22 février 1992 à Santa Pola, est une joueuse internationale espagnole de handball. Évoluant au poste d'arrière gauche, elle est surtout reconnu pour ses qualités en défense.
Elle a notamment évolué pendant huit saisons en France, au Metz Handball, à l'ES Besançon et enfin au Paris 92.

## Carrière
Lors du championnat du monde junior en 2012, elle termine quatrième meilleure marqueuse du tournoi avec l'équipe d'Espagne. À la suite, durant l'été 2012, elle quitte le club d'Elche pour rejoindre Metz Handball. Elle y compense le départ de Claudine Mendy et partage alors le poste d'arrière gauche avec Grâce Zaadi. Pour sa première saison en Lorraine, elle remporte le championnat et la coupe de France et dispute la finale de la Coupe de l'EHF (C2).
Après une victoire en Coupe de la Ligue en 2014, son contrat est prolongé. Cette deuxième saison se conclut également sur un nouveau titre de championne de France pour le Metz Handball.
En décembre 2014, elle fait partie de l'équipe d'Espagne qui atteint la finale du championnat d'Europe 2014 mais s'incline en finale face à la Norvège. Sans disposer d'un grand temps de jeu, elle participe néanmoins à tous les matchs de son équipe, dont la finale.
Elle quitte Metz Handball après un cinquième titre en trois saisons après la victoire en Coupe de France en avril 2015. Pour la saison 2015-2016, elle s'engage avec le club hongrois de Siófok KC.
Au bout d'une année en Hongrie, elle rejoint le club danois du Team Esbjerg.
Pour la saison 2018-2019, elle fait son retour en France en rejoignant l'ES Besançon.

## Palmarès

### En club
compétitions internationales
- finaliste de la Coupe de l'EHF (C2) en 2013 (avec Metz Handball)

compétitions nationales
- championne de France en 2013 et 2014[12] (avec Metz Handball)
- vainqueur de la coupe de France en 2013[13] et 2015[8] (avec Metz Handball)
- vainqueur de la coupe de la Ligue en 2014 (avec Metz Handball)
- vainqueur de la coupe du Danemark en 2018 (avec Team Esbjerg)

### En sélection
championnats du monde
- 9e place au championnat du monde 2013[14]
- 12e place au championnat du monde 2015
- 11e place au championnat du monde 2017
- finaliste au championnat du monde 2019

championnats d'Europe
- finaliste du championnat d'Europe 2014
- 11e place au championnat d'Europe 2016
- 12e place au championnat d'Europe 2018

### Distinctions individuelles
- élue meilleure arrière gauche du championnat du monde jeunes en 2010[15]